# Prepona
A Prepona a rovarok (Insecta) osztályának lepkék (Lepidoptera) rendjébe, ezen belül a tarkalepkefélék (Nymphalidae) családjába és a Charaxinae alcsaládjába tartozó nem.

## Előfordulásuk
A Prepona-fajok előfordulási területe Közép- és Dél-Amerikában található meg.

## Rendszerezés
A nembe az alábbi 7 faj tartozik:
- Prepona deiphile (Godart, [1824])[1]
- Prepona dexamenus Hopffer, 1874
- Prepona laertes (Hübner, 1811)
- Prepona pheridamas (Cramer, 1777)
- Prepona praeneste Hewitson, 1859
- Prepona pylene Hewitson, 1853
- Prepona werneri Hering & Hopp, 1925

Korábban több fajt is tartalmazott a Prepona-nem, azonban sokukat átsorolták az Archaeoprepona nevű lepkenembe.